# Messac (Ille i Vilaine)
Messac (en bretó Mezeg, en gal·ló Meczac) és un municipi francès, situat a la regió de Bretanya, al departament d'Ille i Vilaine. L'any 2006 tenia 2.544 habitants.

## Demografia
| 1962                                       | 1968  | 1975  | 1982  | 1990  | 1999  |
| ------------------------------------------ | ----- | ----- | ----- | ----- | ----- |
| 2.163                                      | 2.169 | 2.212 | 2.232 | 2.276 | 2.243 |
| Des de 1962: població sense dobles comptes |       |       |       |       |       |

## Administració
| Període   | Identitat         | Partit        |
| --------- | ----------------- | ------------- |
| 2001-2008 | Ange Geffrault    | Divers droite |
| 2008-     | Thierry Beaujouan |               |

## Galeria d'imatges

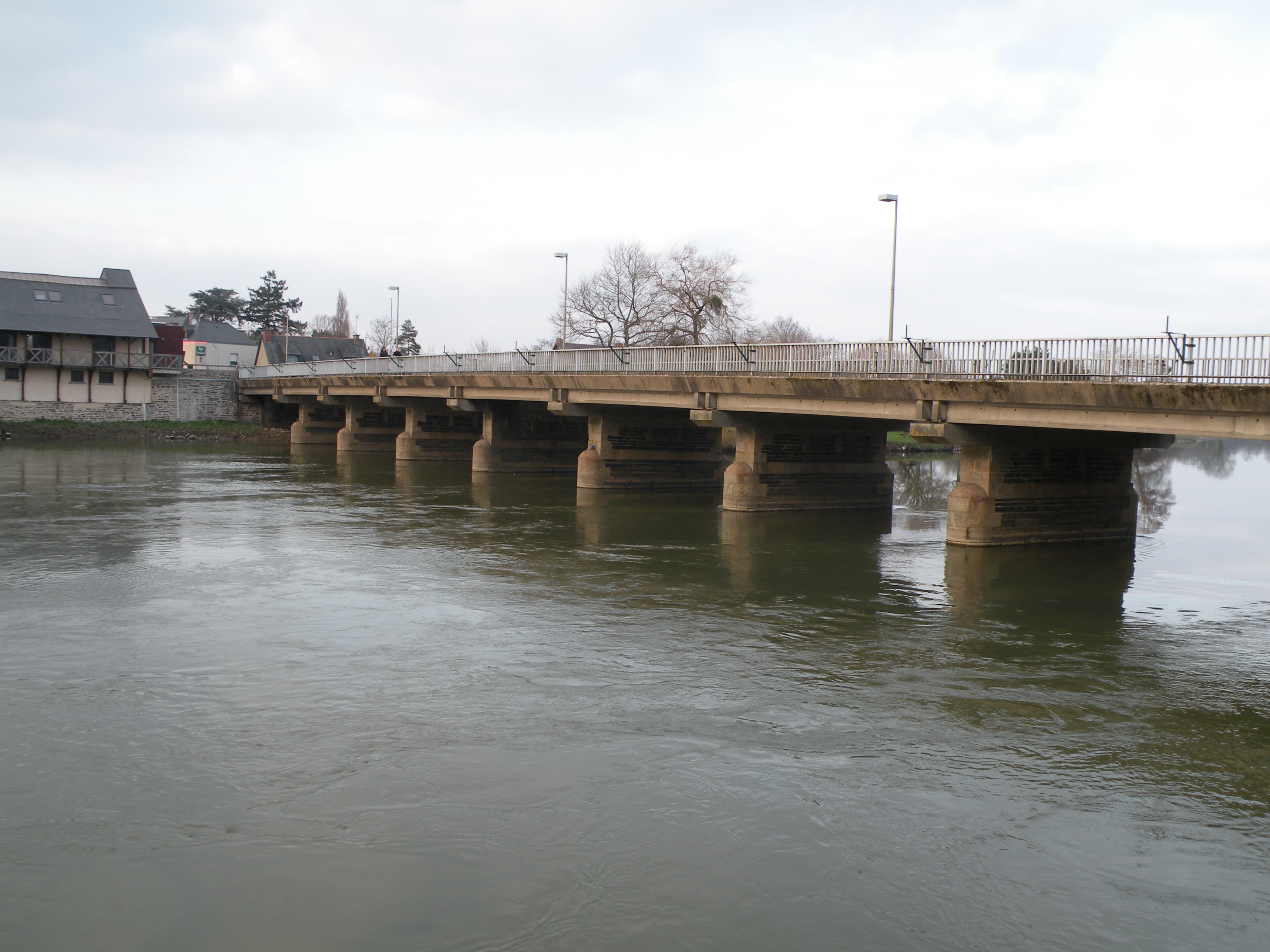
El pont sobre el Vilaine vora Guipry.
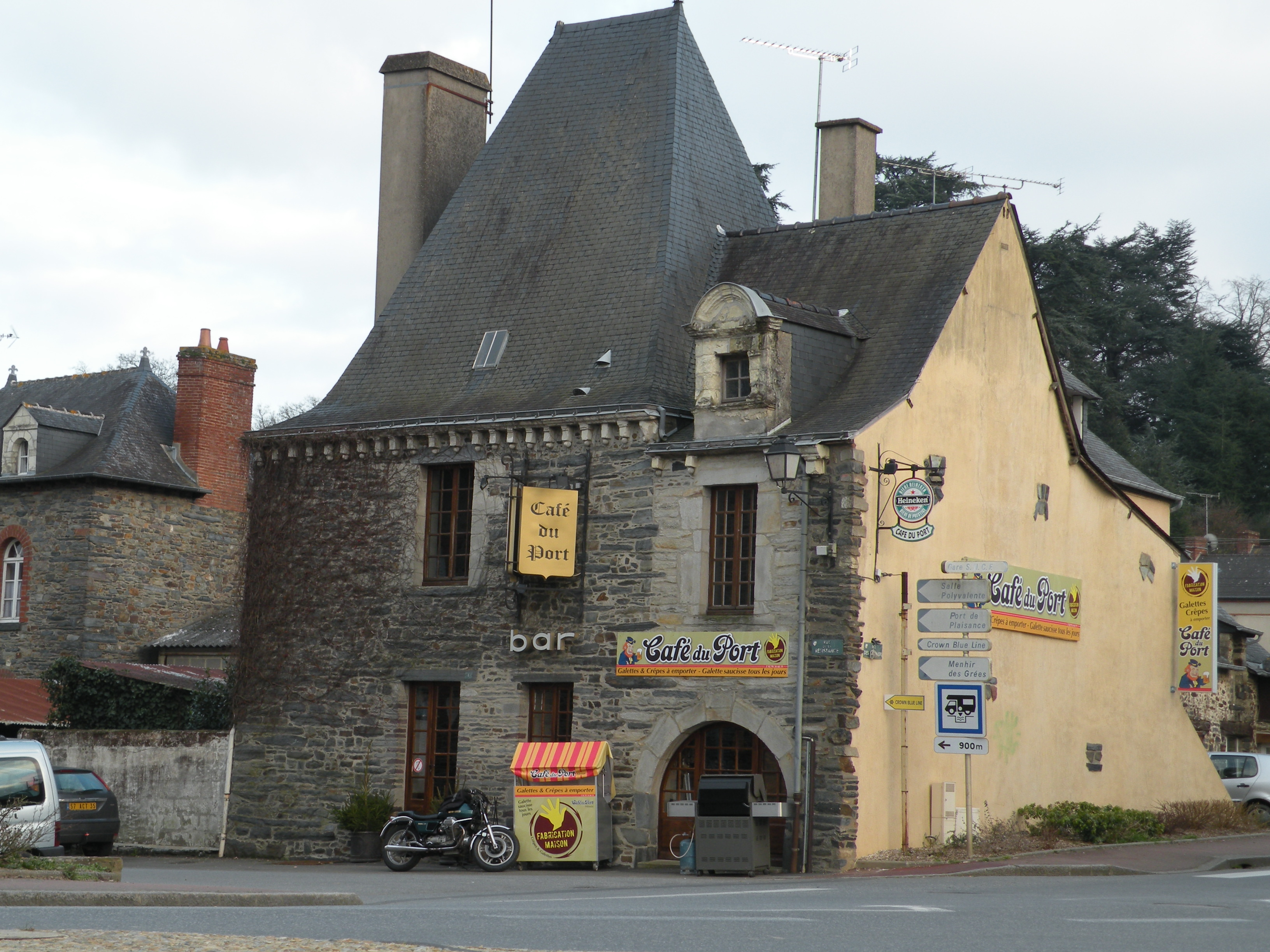
El Café du Port, casa del s. XVI
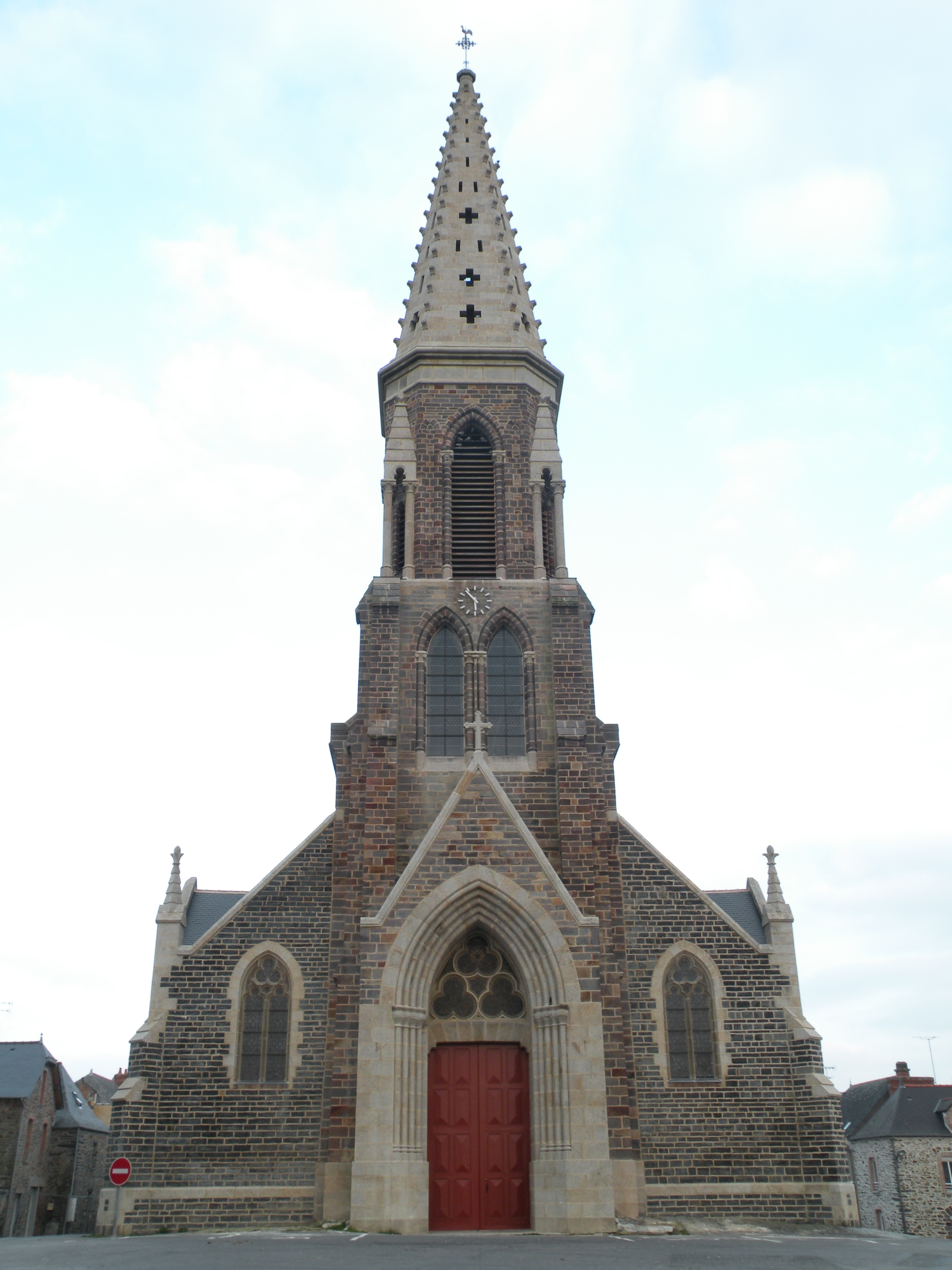
L'església Saint-Abdon-et-Saint-Sennen.